# ハグアレスXV
ハグアレスXV（西: Jaguares XV、発音: ハグアレス・キンセ）は、スーペルリーガ・アメリカーナ・デ・ラグビー（SLAR）に所属していたアルゼンチン・ブエノスアイレスのラグビーユニオンチーム。日本のマスメディアではジャガーズXVの表記も見られるが、原語での発音は「ハグアレス」に近く、公式英語実況もそのように発音する。

## 概要
南アフリカの主要ラグビーリーグであるカリーカップに参戦するアルゼンチンチームとして2019年に創設。
2021年からは南米最高峰のラグビーリーグ、スーペルリーガ・アメリカーナ・デ・ラグビー（SLAR）に参戦。
2023シーズンからのSLARの北米へのフランチャイズ拡大による発展的改組に伴い、2022シーズン終了をもってハグアレスXVは解散。SLARの後継大会であるスーペル・ラグビー・アメリカス（SRA）には、ハグアレスXVに代わりアルゼンチンからはパンパスとドゴスXVが参戦する。

## 歴史
2019年、南アフリカの主要ラグビーリーグであるカリーカップのファーストディビジョン（2部リーグ）に参戦するチームとして、ハグアレスXVが創設された。アルゼンチンチームの南アフリカリーグへの参加は、2010シーズンから2013シーズンにかけてボーダコムカップ（Vodacom Cup）に参戦したパンパスXV以来である。
参加初年度となる2019シーズンは、レギュラーシーズンを7戦全勝で終えると、続く決勝トーナメントも制し、無敗で優勝を果たした。しかし翌2020シーズンは、COVID-19パンデミックの影響により、カリーカップ・ファーストディビジョンは大会中止となった。
2021シーズンからは、南米最高峰のラグビーユニオンリーグとして創設されたスーペルリーガ・アメリカーナ・デ・ラグビー（SLAR）に舞台を移し、セイボスに代わりアルゼンチンチームとして参戦することになった。
2021シーズンは、レギュラーシーズンを10戦全勝で終えると、続く決勝トーナメントでもパラグアイのオリンピア・ライオンス、ウルグアイのペニャロール・ラグビーに勝利し、無敗で優勝を果たした。SLARの大会初年度であった2020シーズンはCOVID-19パンデミックの影響によりシーズン途中で打ち切りとなったため、ハグアレスXVはSLARの初代王者となった。
2022シーズンは、第3節でチリのセルクナムに敗戦を喫しSLAR参戦以来の連勝記録が途絶えるなど、レギュラーシーズンを6勝4敗の3位で終えた。上位4チームが出場する決勝トーナメントには駒を進めたものの、初戦で再度セルクナムに敗れた。
シーズン終了後、SLARの所属チームが北米のチームと対戦する大会であるチャレンジカップ・オブ・ジ・アメリカズ（Challenge Cup of the Americas）に参加した。この大会はアメリカのデンバーで開催され、ハグアレスXVの他に、ウルグアイのペニャロール・ラグビー、アメリカのアメリカン・ラプターズ、カナダのUBCオールドボーイズ・レイブンズ（UBC Old Boys Ravens）が参加した。ハグアレスXVは、北米の2チームに大差で連勝して、2勝0敗で優勝した。
SLARの北米へのフランチャイズ拡大による発展的改組に伴い、2022シーズン終了をもってハグアレスXVは解散した。

## タイトル
- カリーカップ・ファーストディビジョン（2部リーグ）
  - 優勝 1回（2019）
- スーペルリーガ・アメリカーナ・デ・ラグビー
  - 優勝 1回（2021）
- チャレンジカップ・オブ・ジ・アメリカズ（Challenge Cup of the Americas）
  - 優勝 1回（2022）

## 歴代所属選手
- マイコ・ビバス(Mayco Vivas)
- イグナシオ・メンディ(Ignacio Mendy)
- サンティアゴ・マーレ(Santiago Mare)
- フェリペ・エスクラ(Felipe Ezcurra)